# ديلان أورتيز
ديلان أورتيز (بالإسبانية: Dilan Ortíz) هو لاعب كرة قدم كولومبي في مركز الهجوم، ولد في 15 مارس 2000 في Padilla, Cauca ‏ في كولومبيا. لعب مع نادي أوفا ونادي تشوكاريتشكي.

## وصلات خارجية
- ديلان أورتيز على موقع قاعدة بيانات كرة القدم.إي يو (الإنجليزية)
- ديلان أورتيز على موقع Soccerway.com (الإنجليزية)
- ديلان أورتيز على موقع عالم كرة القدم.نت (الإنجليزية)